# Protram 204WrAs
Protram 204WrAs – jednoczłonowy, jednokierunkowy i wyskopodłogowy tramwaj wytwarzany w latach 2004-2010 w zakładach Protram we Wrocławiu. Jest to pierwszy po II wojnie światowej tramwaj wybudowany od podstaw we Wrocławiu.

## Konstrukcja
Mimo że tramwaj podobny jest do modernizowanych wagonów typu Konstal 105Na (Protram 105NWr), jest jednak zupełnie nową konstrukcją. Wyróżnia się on prostymi ścianami bocznymi, wklejanymi oknami i szerszymi drzwiami, czego efektem jest przestronna i prosta bryła. Napęd stanowią 4 silniki prądu przemiennego (asynchroniczne, stąd człon „As” w nazwie) zaopatrzone w układ falownikowy dający napięcie 400 V. Tramwaje posiadają połówkowe pantografy firmy Stemmann i wyświetlacze diodowe. Wnętrze zostało zreorganizowane poprzez zamontowanie dodatkowych poręczy i dodanie otwartych przestrzeni dla wózków. Motorniczy dysponuje klimatyzacją i ergonomicznym stanowiskiem pracy.

## Eksploatacja
Tramwaje te kursują wyłącznie we Wrocławiu (stąd „Wr” w nazwie). Pierwszy skład został dostarczony tamtejszemu MPK w styczniu 2005 roku. W tej chwili w ruchu znajduje się 12 wagonów, łączonych w dwuwagonowe składy (#2602+2601, #2604+2603, #2606+2605, #2608+2607, #2610+2609, #2612+2611). Planowano dostawę 20 wagonów tego typu, ale zdecydowano się na zakup większej ilości częściowo niskopodłogowych składów Protram 205WrAs.

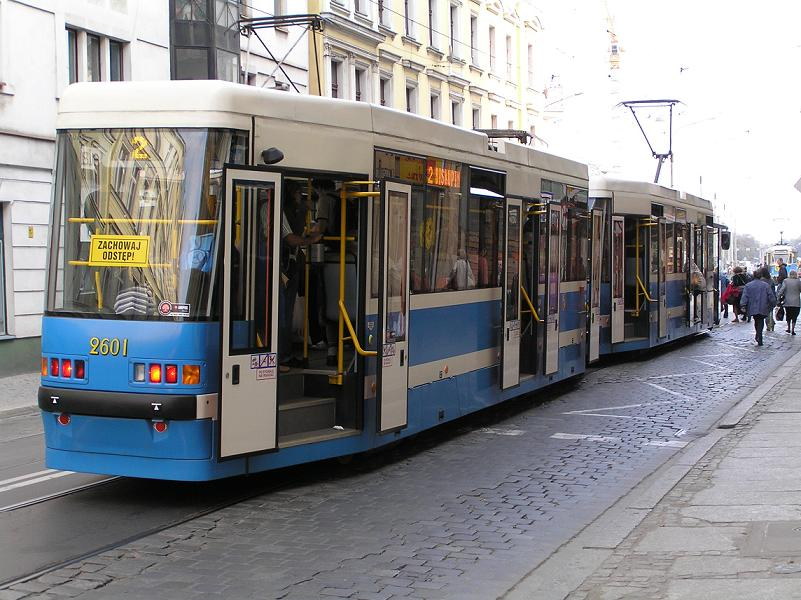
Skład 2602+2601
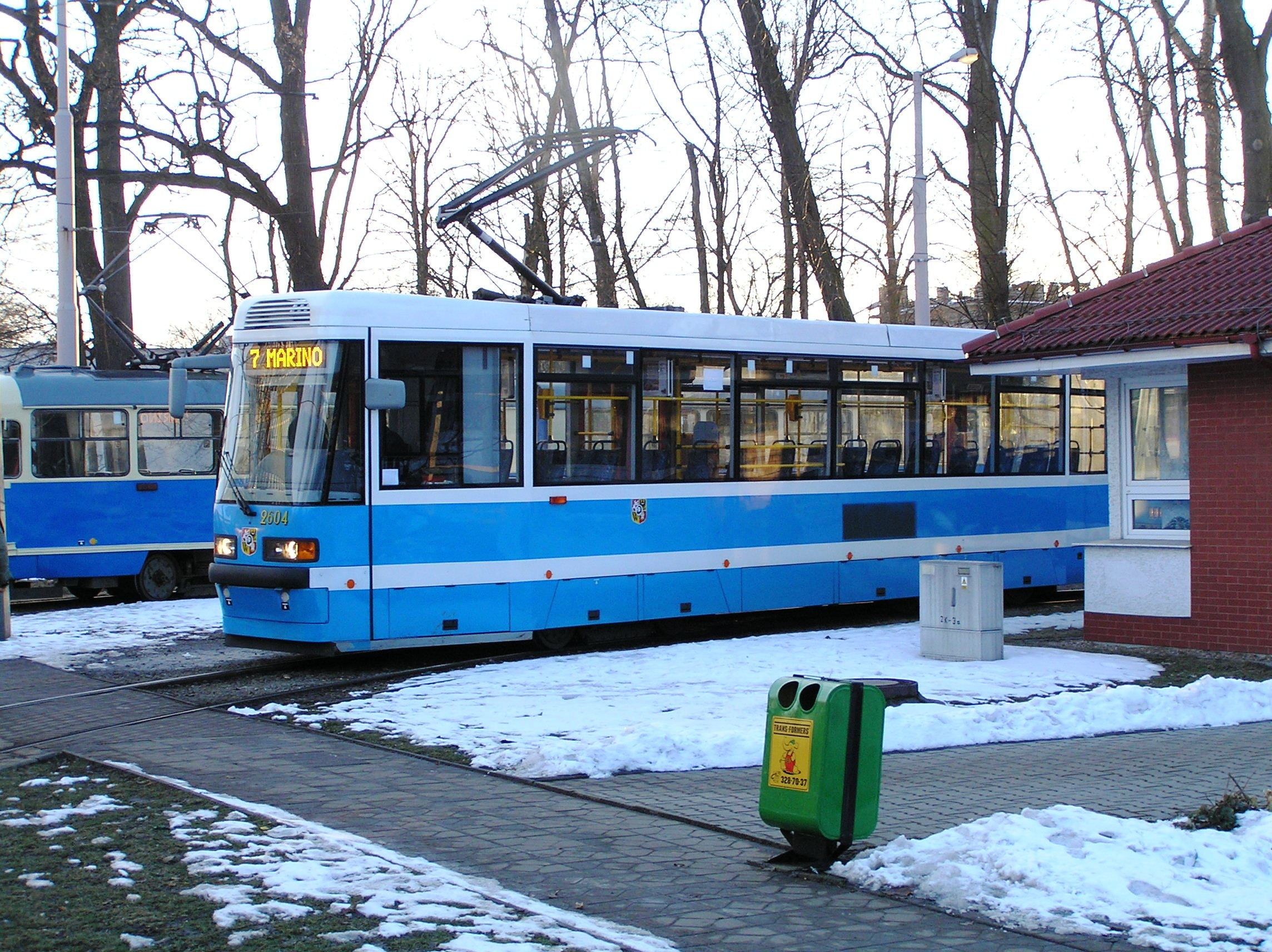
Skład 2604+2603
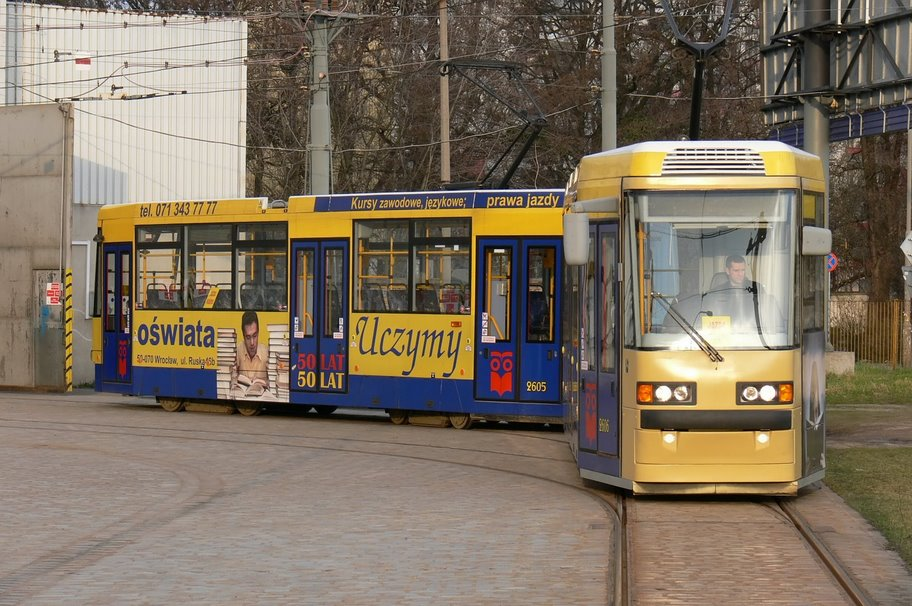
Skład 2606+2605
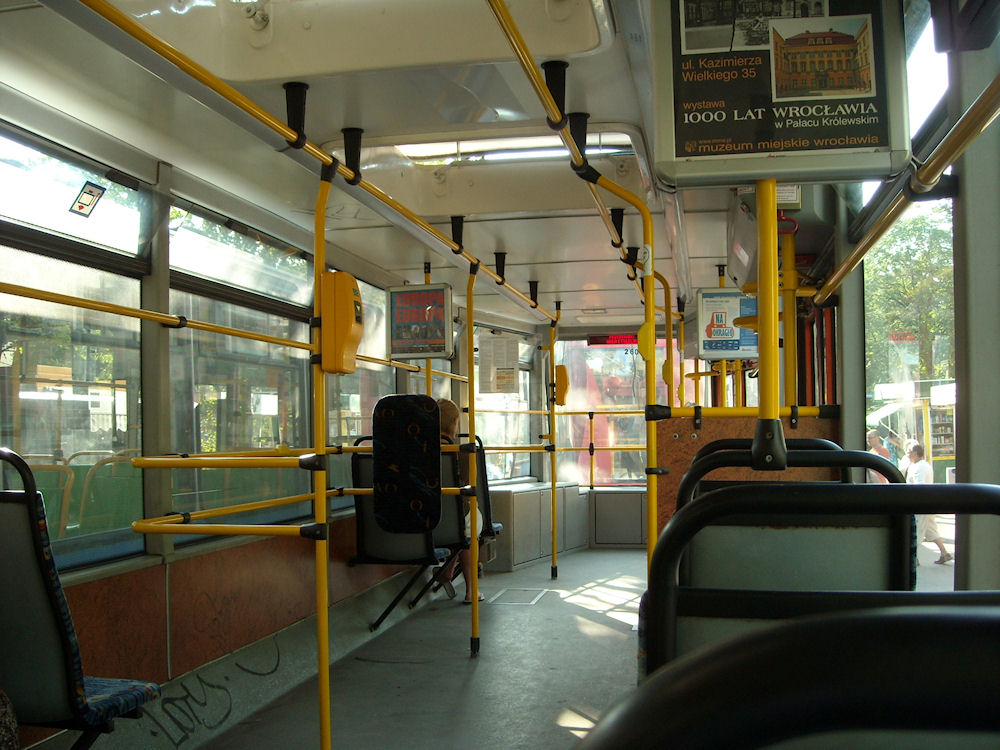
Wnętrze